# Коршаки
Коршаки́ —  село в Україні, у Ічнянській міській громаді Прилуцького району Чернігівської області. Населення становить 36 осіб. До 2017 року орган місцевого самоврядування — Заудайська сільська рада.

## Географія
Село Коршаки знаходиться на лівому березі річки Удай, вище за течією на відстані 1 км розташоване село Заудайка, нижче за течією на відстані 3 км розташоване село Грабів, на протилежному березі - село Монастирище. Біля села проведено кілька іригаційних каналів.

## Населення

### Мова
Розподіл населення за рідною мовою за даними перепису 2001 року:
| Мова       | Кількість | Відсоток |
| ---------- | --------- | -------- |
| українська | 36        | 100%     |